# Gibran Cunha
Gibran Vieira da Cunha (Lages, 27 de junho de 1970) é um ex-remador brasileiro. Conquistou quatro medalhas em Jogos Pan-Americanos.

## Biografia
Até os 16 anos, praticava bicicross e surfe. Foi apresentado ao remo em 1985, mas começou a praticar mais ativamente em 1987. Um ano depois, já era campeão brasileiro da modalidade.
Sua primeira oportunidade em Jogos Pan-Americanos veio em 1995, tendo ficado em quarto lugar no no skiff quádruplo. Chegou a estar no grupo para os Jogos Olímpicos de Atlanta, em 1996, mas acabou cortado. Com isso, Gibran jamais teve a oportunidade de estar em uma Olimpíada.
No fim dos anos 1990, passou a representar o Vasco da Gama e se mudou para o Rio de Janeiro. Competiu nos Jogos Pan-Americanos de 1999, em Winnipeg, ficando com a prata no dois sem. Na época, o barco brasileiro chegou praticamente junto com o argentino, com o resultado sendo dado após meia hora. Na disputa do barco com oito, um dos remadores perdeu o remo e atrapalhou a equipe, que terminou em último lugar.
Apontados como favoritos nos Jogos Pan-Americanos de 2003, em Santo Domingo, Gibran e Alexandre Altair Soares haviam derrotado por três vezes os argentinos Marcos Morales e Walter Naneder. No entanto, na raia do Pan, acabaram ficando com a prata. Outra conquista veio no quatro sem, com a medalha de bronze.
Gibran ainda competiu nos Jogos Pan-Americanos de 2007, no Rio de Janeiro, conquistando a medalha de prata no oito com.

## Vida pessoal
É casado com a também remadora Fabiana Beltrame, com quem teve dois filhos. Durante os anos em que estava no Vasco, formou-se em Administração. Após deixar as competições, passou a ser empresário.